# Ali Kamé
Ali Kamé (Namakia, 21 maggio 1984) è un multiplista e ostacolista malgascio.
Ha rappresentato il proprio paese in occasione dei Giochi olimpici di Londra 2012 e Rio de Janeiro 2016, ha inoltre vinto tre volte il titolo ai campionati africani di prove multiple.

## Palmarès
| Anno | Manifestazione                         | Sede           | Evento    | Risultato | Prestazione | Note                                     |
| ---- | -------------------------------------- | -------------- | --------- | --------- | ----------- | ---------------------------------------- |
| 2007 | Giochi panafricani                     | Algeri         | Decathlon | 7º        | 7012 p.     |                                          |
| 2008 | Campionati africani                    | Addis Abeba    | Decathlon | 4º        | 6774 p.     |                                          |
| 2010 | Campionati africani                    | Nairobi        | Decathlon | 4º        | 7072 p.     |                                          |
| 2011 | Giochi panafricani                     | Maputo         | Decathlon | Bronzo    | 7458 p.     |                                          |
| 2012 | Campionati africani                    | Porto-Novo     | Decathlon | Oro       | 7511 p.     |                                          |
| 2012 | Giochi olimpici                        | Londra         | 110 m hs  | Batteria  | dq          |                                          |
| 2013 | Giochi della Francofonia               | Nizza          | Decathlon | 4º        | 7456 p.     |                                          |
| 2013 | Mondiali                               | Mosca          | Decathlon | dnf       | dnf         |                                          |
| 2014 | Campionati africani                    | Marrakech      | Decathlon | 5º        | 6819 p.     |                                          |
| 2015 | Giochi delle isole dell'Oceano Indiano | Saint-Denis    | Decathlon | dnf       | dnf         |                                          |
| 2016 | Campionati africani                    | Durban         | Decathlon | Bronzo    | 6892 p.     |                                          |
| 2016 | Giochi olimpici                        | Rio de Janeiro | 110 m hs  | Batteria  | 14"89       | Miglior prestazione personale stagionale |